# York Haven (Pensilvania)
York Haven es un borough ubicado en el condado de York en el estado estadounidense de Pensilvania. En el año 2000 tenía una población de 809 habitantes y una densidad poblacional de 977.5 personas por km².

## Geografía
York Haven se encuentra ubicado en las coordenadas 40°06′34″N 76°42′53″O / 40.10944, -76.71472.

## Demografía
Según la Oficina del Censo en 2000 los ingresos medios por hogar en la localidad eran de $35,000 y los ingresos medios por familia eran $32,917. Los hombres tenían unos ingresos medios de $29,375 frente a los $22,031 para las mujeres. La renta per cápita para la localidad era de $11,676. Alrededor del 15% de la población estaba por debajo del umbral de pobreza.